# Russ Chauvenet
Louis Russell "Russ" Chauvenet (12 de febrero de 1920 – 24 de junio de 2003) fue un campeón de ajedrez estadounidense y uno de los fundadores del fandom de ciencia ficción. Además, fue quien acuñó el término fanzine en 1940.

## Biografía
En 1930, con 10 años, Chauvenet se quedó sordo después de padecer meningitis. Atendió al Central Institute for the Deaf (CID) y a la Wright Oral School antes de graduarse en la Escuela Preparatoria de Belmont Hill. Fue a la Universidad de Harvard, al Boston College y a la Universidad de Virginia. Se graduó en biología en 1943 y en química en 1948. 
Entre 1943 y 1946 estuvo trabajando para la empresa química Calco en Nueva Jersey. Después, desde 1948 hasta su jubilación, trabajó con ordenadores como empleado civil para el Departamento de Defensa de Estados Unidos.
Su mujer, Jane, era profesora. El hijo de la pareja, Allen, es oncólogo. En 1963, Chauvenet y su hijo ganaron el título estatal y el campeonato juvenil de Maryland de ajedrez respectivamente.

## Trayectoria

### Ajedrez
Chauvenet fue el campeón de la competición de ajedrez amateur estadounidense de 1959, así como de la estatal de Virginia desde 1942 hasta 1948, y de la de Maryland los años 1963, 1969 y 1976. También era columnista de la publicación especializada Chess Life. La Federación de Ajedrez de los Estados Unidos (USCF) le otorgó el título de experto, una valoración sólo alcanzada por nueve de los diez ajedrecistas que han competido en torneos.
En 1991, ganó el cuarto Campeonato Nacional para sordos, en Austin (Texas). En 1992, en Edimburgo, Escocia, el Comité Internacional de Ajedrez Silencioso le otorgó su título de Gran maestro.  Chauvenet representó cuatro veces a los Estados Unidos en la competición mundial de individuales: en Ámsterdam en 1980, en Washington D. C. en 1984 dónde ganó la medalla de plata, en Estocolmo en 1988 dónde ganó otra medalla de plata, y en Edimburgo en 1992. Chauvenet También ganó tres torneos nacionales de sordos, en Chicago en 1980, en Washington, D.C. en 1983 y en Rochester en 1987.

### Fandom
Chauvenet fue el fundador del The Stranger Club de Boston (cuyos miembros fueron invitados de honor en la 47 edición de la Convención Mundial de Ciencia Ficción), y acogió en su casa su primera reunión en 1940. También fue el cofundador de la National Fantasy Fan Federation, con Damon Knight y Art Widner, y fue miembro de la asociación First Fandom.
En el número de octubre de 1940 de su publicación Detours acuñó el término fanzine, y fue miembro de la Asociación Amateur de Prensa Fantástica (FAPA) durante muchos años. Tiempo después, acuñó el término prozine, un término para denominar a los fanzines profesionales en los que se publicaban historias de ciencia ficción.

### Otros intereses
Chauvenet era también un marinero entusiasta, que construyó su propio velero y participó en regatas, llegando a competir por alguna medalla.
Se encargó, entre otras funciones, de editar el boletín de la Windmill Class Association, de la que fue uno de los cinco miembros honorarios.